# عمران علي (لاعب كريكت هندي)
عمران علي (1953 - ) هو لاعب كريكت هندي. لعب مع Vidarbha cricket team ‏ وCentral Zone cricket team ‏.